# Estadio Gustavo Ocaranza
El estadio Gustavo Ocaranza Zavala es un estadio de fútbol ubicado en la ciudad de Limache, en la Región de Valparaíso, Chile, donde efectúa de local el Club de Deportes Limache. Fue inaugurado el 4 de abril de 1988, y lleva el nombre del jugador, entrenador y dirigente Gustavo Ocaranza Zavala, fundador del Club Deportivo Viva Chile.
Tiene su génesis en un terreno municipal que se entregó a la Villa Independencia, en el sector de Limache Viejo, para destinarlo como campo de juego de Viva Chile. Como el club deportivo no podía seguir administrando el recinto, el municipio retomó el estadio y realizó diversos trabajos de infraestructura, como el cierre perimetral y la mejora de los camarines.
En el año 2016 se realizaron obras de mejoramiento al estadio, con las medidas de seguridad establecidas por el Instituto Nacional de Deporte (IND), y financiadas por el Gobierno Regional de Valparaíso. Estos trabajos consideraron la construcción de camarines, nuevas graderías y torres de iluminación.
Tras la remodelación, es ocupado por Deportes Limache .